# Les Pardaillan (premier cycle)
Pour un article plus général, voir Les Pardaillan.
Cet article porte sur le premier cycle des Pardaillan de Michel Zévaco, publié en feuilleton dans La Petite République à partir de 1902, et édité en deux volumes en 1907 : Les Pardaillan et L'Épopée d'amour.
Pour la série complète, comptant dix volumes, voir l'article principal : Les Pardaillan.

## Publication
Il paraît en feuilleton dans La Petite République de Jean Jaurès, dès 1902. Il est édité en deux volumes en 1907, l'un homonyme de la série (Les Pardaillan) puis L'Épopée d'amour.
Le cycle fut intitulé "Par le fer et par l'amour", lors de sa publication en feuilleton (1902), puis titré "Les Pardaillan" lors de sa première édition (1907-1908). Il fut également sous-titré "Par le fer et par l'amour. Épisode de la Saint-Barthélémy".
Il fait partie des livres « à proscrire » dans la liste des ouvrages censurés établie par l’abbé Béthléem.

## Histoire

### Première partie
|                                                                               |  |  |
| Jeanne d'Halluin, demoiselle de Pienne, et son époux François de Montmorency. |  |  |

L'histoire commence sur la terre de Margency, en Île-de-France, en 1553. L'évènement qui déclenche l'histoire des Pardaillan est le mariage secret de François de Montmorency, fils du connétable Anne, avec Jeanne de Piennes, la fille d'un voisin dépouillé par son père. François est obligé par son père à partir dès le lendemain en guerre, devant défendre Thérouanne contre Charles Quint. Durant son absence et à son insu, sa fille Loïse naît. Le jour du retour de François, son frère Henri, amoureux de Jeanne, fait enlever le bébé par son homme de main, le chevalier Honoré de Pardaillan. Il oblige ensuite Jeanne à se faire répudier par François, sous peine de voir sa fille tuée. Pardaillan ne peut s'empêcher de la rendre à sa mère. Celle-ci réclamant également le nom du ravisseur, il lui dit que c'est le chevalier de Pardaillan, sans rien ajouter sur son identité à lui. Aussitôt rendu l'enfant, et ayant peur de la réaction d'Henri, il part et emmène avec lui son fils Jean vers Paris. Jeanne accompagnée de sa fille essaie de rattraper François sur la route de Paris. Elle est obligée par le connétable de renoncer à nouveau à François, qui épouse 5 ans plus tard la fille naturelle du roi Henri II.
L'histoire reprend à Paris, alors que Loïse a 16 ans. Elle et sa mère sont ouvrières et brodent les tapisseries pour les bourgeois. Elle rencontre dans l'auberge La Devinière un jeune chevalier dont elle ignore le nom. Il s'agit de Jean de Pardaillan, fils d'Honoré. Celui-ci l'a quitté six mois auparavant en lui donnant trois conseils : se méfier des hommes, se méfier des femmes, et se méfier de lui-même. Il se dote d'un cheval, Galaor, et d'un chien, Pipeau, ainsi que d'une chambre dans La Devinière, aux bons soins de Landry Grégoire et de son épouse. Le jeune homme est attiré par sa belle voisine, et tente d'aborder sa mère. Trop timide, il fait toutefois preuve de vaillance en sauvant la vie de Henri de Montmorency, désormais comte de Damville, victime d'un traquenard de la truanderie. Peu de temps après, Jean sauve la reine de Navarre, Jeanne d'Albret, et une de ses suivantes, d'une foule de ligueurs qui l'avaient reconnus. Il se fait ainsi remarquer de Catherine de Médicis, de Henri de Guise et de la reine de Navarre. Tous trois essayent de s'attacher ses services, sans succès. Toutefois, l'envoyé de la reine de Navarre, Déodat, devient l'ami de Jean.
Toujours à la Devinière, Jean surprend les chefs du parti catholique (dont Henri de Montmorency) comploter pour renverser le roi. La reine-mère veut faire arrêter Jean, pour le neutraliser, et l'arrestation a lieu en même temps que l'enlèvement de Jeanne de Piennes et de sa fille par Henri de Montmorency, qui a découvert leur présence à Paris. Enfermé à la Bastille, Jean en est libéré rapidement par son intelligence, et se rend chez Déodat. On apprend que Déodat est le fils de Catherine de Médicis et de Ruggieri, l'astronome de la Reine, et qu'il a été recueilli en toute connaissance de cause par Jeanne d'Albret. Il est tombé amoureux d'Alice de Lux, suivante de la reine de Navarre et espionne pour le compte de Catherine de Médicis. Celle-ci, découverte, est renvoyée sans que Déodat ne l'apprenne.
Jean rencontre les chefs du parti protestant et François de Montmorency, auquel il peut raconter la présence et l'enlèvement de sa femme et de sa fille. Celui-ci, fou de douleur, veut en appeler à la justice du roi. Mais au Louvre, Jean est reconnu et obligé de fuir à nouveau. Il revient chez François, et tous deux projettent une surveillance de l'hôtel de Damville, afin de lui reprendre les prisonnières. Henri de Montmorency, depuis l'entrevue du Louvre, a réengagé Honoré de Pardaillan, afin qu'il l'aide dans ses affaires, qu'il prend bien soin de ne pas complètement lui dévoiler. Lors du transfert des prisonnières chez Alice de Lux, ancienne maitresse d'Henri qu'il fait chanter, Jean et Honoré croisent le fer. Après s'être reconnus, ils décident qu'Honoré doit rester chez Henri, afin de retrouver les deux femmes, qu'il tient à délivrer.
Alice de Lux, rongée par le remords, libère ses prisonnières malgré les menaces de Damville. Honoré est démasqué par ce dernier, et fait prisonnier dans son hôtel. Toutefois, il s'en échappe rapidement, pour revenir avec son fils interroger le personnel et découvrir l'adresse où on a transféré Jeanne et Loïse. Lorsque l'adresse est révélée, Jeanne et sa fille sont déjà parties de chez Alice, et ont à nouveau disparu. Elles reparaissent pour sauver la vie des deux Pardaillan, piégés par leurs ennemis (Damville et les ligueurs). François arrive à les retrouver, et la famille est enfin réunie. Jeanne, à la suite des épreuves subies, tombait lentement dans la folie, et cette dernière joie fait basculer définitivement son esprit.

### Deuxième partie

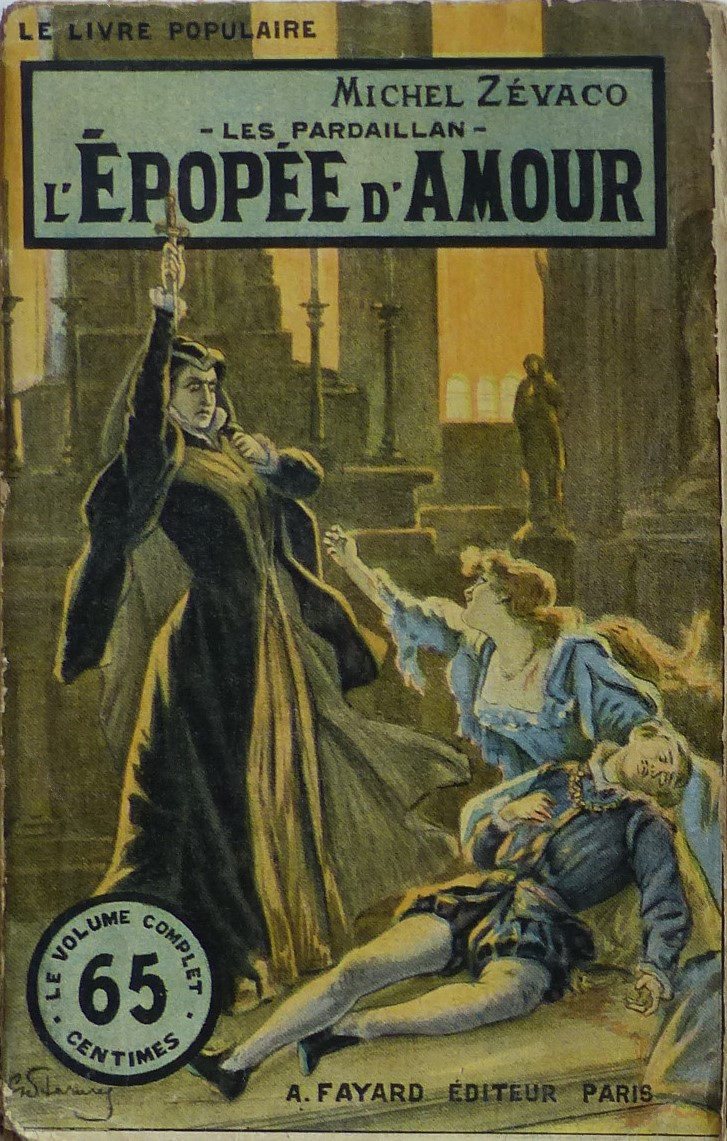
Les Pardaillan. L'Épopée d'amour. Couverture illustrée par Gino Starace pour l'édition de la Librairie Arthème Fayard, collection « Le Livre populaire », no 24, avril 1907.

La famille Montmorency et les Pardaillan, une fois revenus à l'hôtel Montmorency, veulent quitter Paris au plus vite. Mais Henri de Montmorency, que Charles IX a nommé gouverneur militaire de Paris, fait bloquer les portes de la ville, et y enferme du même coup les protestants qui y sont venus en masse pour le mariage d'Henri de Navarre et de Marguerite de Valois. Catherine de Médicis, pendant ce temps, prépare ses armes pour se débarrasser de tous ses ennemis en même temps. Elle manipule Charles IX, puis Maurevert contre Coligny et les Pardaillan, et utilise Déodat contre Jeanne d'Albret.
Elle promet à Déodat la main d'Alice de Lux, allant jusqu'à lui promettre d'être présente à son mariage. Les festivités pour les fiançailles d'Henri et Marguerite commencent, mais la reine de Navarre, empoisonnée par Catherine, se meurt.
Plus tard, Honoré de Pardaillan cherche un moyen de neutraliser Henri de Montmorency. Malheureusement, il est fait prisonnier, et emmené au Temple pour être torturé. Inquiet, son fils part à sa recherche accompagné de Déodat. Mais Jean est capturé par Maurevert, et conduit au Temple, tandis que Déodat est "sauvé" par ce même Maurevert. Celui-ci, convaincu par Catherine que Jean va être libéré bientôt, ne s'occupe plus que de son mariage. Mais Catherine veut éliminer tous ceux qui connaissent l'existence de son adultère. Elle confie donc à son "escadron volant", des jeunes nobles qu'elle a élevées pour espionner, le soin d'éliminer Alice et Déodat au moment du mariage. Pardaillan toujours enfermé ne peut rien faire : Déodat et Alice tombent sous les poignards des jeunes filles.
Pendant ce temps, le gouverneur du Temple invite deux ribaudes à la question des Pardaillan. Celles-ci préviennent Catho, une ancienne prostituée et amie des deux gentilshommes. Elle décide de les sauver, à l'aide des ribaudes et des mendiantes que les Pardaillan ont aidées ou protégées parfois. Dans Paris, tout se précipite. L'attentat contre l'amiral de Coligny va enclencher le massacre de la Saint-Barthélémy, depuis longtemps préparé par les royalistes d'un côté et les ligueurs de l'autre.
Durant cette nuit, Catho va empêcher la mort des chevaliers, au prix de sa vie. Pendant que le massacre se poursuit, Ruggieri tente d'empêcher la fuite de Jean et Honoré. Ceux-ci, sortis du temple, luttent contre les massacreurs, et tuent ceux qui se mettent en travers de leur chemin. Après avoir vengé la mort de Coligny, ils se rendent à l'hôtel de Montmorency. Sur leur chemin, ils assistent à la mort de Ramus, à la destruction de la Devinière, ...
Ils rejoignent enfin l'hôtel, pour voir Damville l'assiéger. Alors que ce dernier est proche de la victoire, les Pardaillan, en haut des remparts, l'attaquent en lui lançant des blocs arrachés des murailles. Henri de Montmorency doit reculer. À la suite de ce dernier sauvetage, François de Montmorency accorde la main de Loïse à Jean. Mais Honoré est mortellement blessé dans l'explosion de l'hôtel, et meurt alors qu'ils passent les portes de Paris. Alors qu'ils se croient en sécurité, enfin, Maurevert se jette sur Jean et tente de le blesser avec un poignard empoisonné. Mais Loïse s'interpose, et est légèrement blessée par le coup ; poursuivi, Maurevert s'échappe.
Honoré est enterré sur la colline de Montmartre. Pardaillan et les Montmorency gagnent leurs terres. De là, le maréchal et le chevalier organisent la résistance aux ordres de massacre : Senlis, Beauvais, Pontoise, Compiègne et les villes alentour sont ramenées à l'ordre. Jean et Loïse peuvent enfin se marier, devant Jeanne de Piennes, qui retrouve la raison peu avant de succomber à son tour, comme son père.
Avant de mourir, Charles IX confie son fils, Charles, et sa mère, Marie Touchet, à son serviteur François d'Entraigues. Ce fils sera l'un des héros du deuxième cycle.

## Personnages

### Imaginaires
- Jean de Pardaillan

Fils d'Honoré, il ne connaît pas sa mère, et n'aime vraiment que son père et Loïse. Parangon de toutes les vertus physiques du gentilhomme (force, souplesse, escrime, équitation, etc.) comme des morales (générosité, courage, magnanimité, noblesse, fierté, etc.), il est considéré par ceux qui le rencontrent comme le dernier preux. Jamais naïf, mais ayant au départ confiance dans son étoile, il doit déchanter rapidement et lutter contre l'adversité. Estimé par tous, surtout par ses ennemis, comme d'ailleurs l'est son père, il est incorruptible et ne se connaît aucun maitre que celui qu'il choisit pour un temps. Tendre toutefois de cœur plus que son père, il ne suit jamais les conseils de ce dernier en matière de générosité.
- Honoré, chevalier de Pardaillan

Père de Jean, vieux soldat routier, il vend sa rapière au plus offrant tout en gardant ses principes de gentilhomme. Il est pragmatique, et se méfie des élans de son cœur, excepté quand il s'agit de son fils, qu'il aime par-dessus tout. Il a toutes les qualités de son fils, qu'il lui a transmis, excepté la générosité dont il se méfie. Il est capable de montrer cette qualité parfois, mais sa vie de reître l'a rarement poussé à faire passer les autres avant lui.
- Loïse de Montmorency

Fille de Jeanne et de François, elle tombe amoureuse de Jean de Pardaillan. Ingénue mais courageuse, elle sait prendre des décisions quand la situation l'exige, et n'aime pas être une charge pour ses sauveurs.
- Pipeau

Compagnon des aventures de Pardaillan, ce chien est plus fiable que la plupart des humains dans les moments difficiles, et d'une fidélité solide comme l'acier à ses principes et à son maître. Berger aux machoîres puissantes, il profite comme les Pardaillan des faiblesses de Landry, et des bourgeois en général.
- Déodat, comte de Marillac

Fils de Catherine de Médicis et de Ruggieri, il a été recueilli par Jeanne d'Albret. Obsédé par sa naissance, il va tout tenter pour se faire reconnaître par sa mère.
- Alice de Lux

Courtisane et espionne de Catherine de Médicis, elle voudra la quitter pour aimer Déodat. Mais ses secrets et ceux de Déodat compromettront cette liaison.
- Révérend Clément-Jacques Panigarola, anciennement marquis de Pani-Garola

Ancien amant d'Alice, qu'il aime toujours malgré une trahison, il lui a ravi son enfant et l'a fait chanter. Il ne supporte pas qu'elle puisse être heureuse sans lui.
- Landry Grégoire

Aubergiste des Pardaillan, qui profitent de leur supériorité morale et sociale pour vivre à ses frais et lui séduire sa femme. Il est avare, lâche, et toujours prêt à pardonner du moment qu'on va payer. Archétype du bourgeois avare et trompé, qu'on peut également rencontrer dans Molière (L'Avare) ou dans Dumas (Les Trois Mousquetaires).
- Huguette Landry

Femme de Landry Grégoire, elle a été séduite par Jean de Pardaillan, et est souvent jalouse de Loïse. Généreuse, elle compte les attentions des Pardaillan comme une monnaie d'échange contre les services de son auberge. Contrairement à son mari, elle n'hésite jamais à aider ces deux clients contre leurs ennemis, fussent-ils son propre époux. Plus jeune que son mari, elle est dédaignée par Jean, apparemment à cause de sa situation maritale plus que de sa condition sociale.
- Catho

Ancienne ribaude, et défigurée par la petite vérole, elle est économe et peut fonder une hôtellerie à la fin de sa première carrière. Ancienne amoureuse d'Honoré, elle éprouve pour son fils le même genre de sentiment, sans oser le montrer. Elle fait profiter de son hospitalité ses anciens compagnons de ruisseau. Courageuse et pragmatique, elle éprouve peu de regrets sur les évènements qui la frappent. C'est le pendant féminin de Honoré.

### Historiques

#### Principaux
- François de Montmorency

Mari de Jeanne de Piennes, il l'a répudiée par la faute de son frère, mais il le regrette toujours. Haïssant son frère, il se trouve pendant les guerres du côté des "Politiques", qui veulent mettre fin aux massacres et complots.
- Jeanne de Piennes

Figure romantique de la femme bafouée injustement, devenue mère et qui souffre pour élever sa fille (personnage imaginaire) tout en rêvant toujours de son premier amour. Noble par la naissance, elle l'est également dans son attitude.
- Henri Ier de Montmorency

Amoureux sans espoir de Jeanne de Piennes, il s'arrange pour que son frère la répudie. Engagé aux côtés du duc de Guise qui lui a promis la tête de François, il est cruel et déloyal.
- Catherine de Médicis

Femme et mère des trois derniers rois de France, elle fait la politique de la France depuis la mort de son mari. Utilisant la ruse, le poison, le chantage pour parvenir à ses fins, elle ne connaît qu'une force supérieure à elle : le Destin, que peut dévoiler son amant Ruggieri.
- Côme Ruggieri

Astrologue, magicien, empoisonneur et alchimiste de Catherine, c'est également son amant. Il l'aide à se débarrasser de ses ennemis, et est entièrement sous sa coupe, sauf en ce qui concerne le surnaturel et l'occulte.
- Jeanne d'Albret

Rivale de Catherine, elle essaie également de pousser sa progéniture sur le trône de France. Parfois trop confiante envers son entourage, elle est juste et magnanime. Plus à son aise sur les champs de bataille que dans les guerres de salon, c'est la "gentille" des deux reines.
- Charles IX de France

Roi faible, malade, et parfois naïf, il n'aime pas régner. Il se comporte souvent en bourgeois en allant visiter sa maîtresse, Marie Touchet, et leur fils. Instable et manipulable, il accorde tout ce que veut sa mère. Trop ou pas assez confiant dans les gens qui l'entourent, il n'a que rarement une attitude vraiment royale.
- Marie Touchet

Bonne et belle, elle n'a qu'un souci majeur : être amoureuse du Roi, et craindre pour lui et leur enfant. Généreuse, elle essaie de venir en aide à ceux qui en ont besoin.
- Henri Ier de Guise

Fat et orgueilleux, mais aussi manipulateur, il est poussé par sa famille dans le rôle du Roi de Paris. Toujours devancé par Catherine de Médicis, il ne fait que suivre le mouvement des violences, les calmant ou de les attisant selon ses besoins.
- Charles de Louviers, seigneur de Maurevert

C'est l'exécuteur des basses œuvres du duc d'Anjou, de Guise autant que de la reine-mère. Il est très vite confronté à Pardaillan, sa Némésis, dont il est l'exact opposé : d'origine noble, mais traitre, infidèle, cruel, égoïste et sans aucun scrupule. Méprisé en tant que tueur à gages, il est en quête de respect, et ne peut l'obtenir que par élévation ou richesse.

#### Secondaires
| - Anne de Montmorency - Jean Dorat - comte de Saint-Mégrin - comte de Quélus - Louis de Maugiron - Pierre de Ronsard - Pontus de Thyard | - Etienne Jodelle - Rémi Belleau - Jean-Antoine de Baïf - Le cardinal de Lorraine - Le maréchal de Tavannes - Henri Ier de Bourbon-Condé - René de Birague | - Gaspard II de Coligny - Henri III de France - Henri IV de France - Marguerite de Valois - Ramus - Bême - Jacques Clément |